# Norman Carmichael
Norman Carmichael (Washington D. C., 4 de noviembre de 1947-Texas, 6 de marzo de 2022) fue un jugador de baloncesto estadounidense que disputó nueve temporadas en la Liga Española. Con 2,08 metros de estatura, jugaba en la posición de pívot.

## Trayectoria

### Universidad
Jugó durante cuatro temporadas con los Cavaliers de la Universidad de Virginia. A lo largo de su carrera consiguió varios récords de su universidad en el apartado reboteador, siendo el jugador júnior que más rebotes capturó en un partido, con 22 ante Richmond, y el júnior con mejor promedio por partido, con 12,0. Asimismo, figura como sexto mejor reboteador de la historia de los Cavaliers, con 8,9 por partido, y el segundo mejor promedio en una temporada, superando las cuatro de Ralph Sampson. Consiguió 25 doble-dobles a lo largo de su carrera, 17 de ellos en la temporada 1967-68, la quinta mejor marca de la historia de su universidad, siendo las cuatro primeras del mencionado Ralph Sampson. Fue nominado como mejor jugador de su universidad en la década de los 60.

### Profesional
Fue elegido en el puesto 193 del Draft de la NBA de 1969 por los Atlanta Hawks, pero no llegaría a debutar en la NBA. La totalidad de su carrera deportiva la desarrolla en España donde adquiere la nacionalidad española. Juega durante toda su carrera profesional en el FC Barcelona, durante nueve años, siendo el extranjero con más temporadas en el equipo blaugrana. Ante la tremenda superioridad del Real Madrid en los años 1970, el jugador no ganaría ningún título oficial con el FC Barcelona.